# Città di Como Challenger 2021
Il Città di Como Challenger 2021 è stato un torneo maschile di tennis giocato sulla terra rossa. Era la 15ª edizione del torneo, facente parte della categoria Challenger 80 nell'ambito dell'ATP Challenger Tour 2021. Si è giocato al Circolo Tennis Como di Como, in Italia, dal 30 agosto al 5 settembre 2021.

## Partecipanti

### Teste di serie
| Nazionalità | Giocatore             | Ranking* | Testa di serie |
| ----------- | --------------------- | -------- | -------------- |
| Germania    | Daniel Altmaier       | 106      | 1              |
| Slovacchia  | Jozef Kovalík         | 121      | 2              |
| Slovacchia  | Andrej Martin         | 122      | 3              |
| Argentina   | Juan Manuel Cerúndolo | 135      | 4              |
| Italia      | Federico Gaio         | 159      | 5              |
| India       | Sumit Nagal           | 165      | 6              |
| Svizzera    | Marc-Andrea Hüsler    | 170      | 7              |
| Italia      | Alessandro Giannessi  | 171      | 8              |

* Ranking al 23 agosto 2021.

### Altri partecipanti
I seguenti giocatori hanno ricevuto una wild card per il tabellone principale:
- Flavio Cobolli
- Francesco Forti
- Federico Iannaccone

I seguenti giocatori sono entrati in tabellone con il protected ranking:
- Andrea Arnaboldi
- Julien Cagnina
- Julian Lenz

I seguenti giocatori sono entrati in tabellone con uno special exempt:
- Nino Serdarušić
- Camilo Ugo Carabelli

I seguenti giocatori sono entrati in tabellone come alternate:
- Evan Furness
- Giulio Zeppieri

I seguenti giocatori sono passati dalle qualificazioni:
- Petros Chrysochos
- Alexander Erler
- Lucas Miedler
- Andrea Vavassori

## Punti e montepremi
| Torneo    | Torneo              | V     | F     | SF    | QF    | 2T  | 1T  | Q | Q2  | Q1  |
| Singolare | Punti               | 80    | 48    | 29    | 15    | 7   | 0   | 4 | 1   | 0   |
| Singolare | Premi in denaro (€) | 6 190 | 3 650 | 2 160 | 1 260 | 730 | 450 | – | 225 | 115 |
| Doppio    | Punti               | 80    | 48    | 29    | 15    | –   | 0   | – | –   | –   |
| Doppio    | Premi in denaro (€) | 2 670 | 1 550 | 930   | 550   | –   | 310 | – | –   | –   |

## Campioni

### Singolare
Juan Manuel Cerúndolo ha sconfitto in finale  Gian Marco Moroni con il punteggio di 7–5, 7–6(7).

### Doppio
Rafael Matos /  Felipe Meligeni Alves hanno sconfitto in finale  Luis David Martínez /  Andrea Vavassori con il punteggio di 6(2)–7, 6–4, [10–6].